# Zamek Azuchi
Zamek Azuchi (jap. 安土城 Azuchi-jō) – jeden z głównych zamków Nobunagi Ody. Został wzniesiony w latach 1576–1579, nad brzegiem jeziora Biwa, w prowincji Ōmi. Nobunaga celowo zbudował go blisko Kioto, aby mógł strzec dróg prowadzących do stolicy, ale jednocześnie na tyle od niej daleko, aby pozostawał poza zasięgiem zagrożeń w postaci pożarów i konfliktów, które zdarzały się w stolicy. Lokalizacja ta była również korzystna strategicznie, umożliwiając kontrolę szlaków komunikacyjnych pomiędzy największymi, wrogimi klanami: Uesugi na północy, Takeda na wschodzie i Mōri na zachodzie.

## Historia zamku
W przeciwieństwie do wcześniejszych zamków i twierdz, Azuchi nie miał być jedynie ponurą strukturą wojskową. Intencją Nobunagi było stworzenie bogato wyposażonej rezydencji, która zachwycałaby i jednocześnie przerażała jego rywali nie tylko skalą swojej obronności, ale także zdobionymi wnętrzami, kwitnącym miastem wokół oraz życiem religijnym. 
Zamek, jako jeden z pierwszych w Japonii miał wieżę obronną (tenshu lub tenshukaku, pol. donżon). Miała ona siedem pięter, na których znajdowały się także pomieszczenia mieszkalne i przeznaczone do pracy. Fasada Azuchi, w przeciwieństwie do innych zamków, nie była jednolicie biała czy czarna, lecz była pomalowana w tygrysy i smoki.
Zamek Azuchi różnił się od wcześniejszych budowli tego typu pięcioma cechami istotnymi z punktu widzenia obronności. Po pierwsze, masywne mury zamku miały od 18 do 21 stóp grubości. Druga cecha, to dominujące wykorzystanie w budowie kamienia. Ściany zostały zbudowane z olbrzymich głazów granitowych, ściśle do siebie dopasowanych, bez użycia zaprawy. Trzecią innowacją w tej budowli była centralna, wysoka wieża. Zwiększała ona zakres widoczności przy użyciu broni w przypadku ataku nieprzyjaciela. Po czwarte, zamek posiadał wewnętrzne, nieregularne bastiony ułatwiające zajmowanie dogodnych pozycji obronnych. Po piąte, podczas gdy większość japońskich zamków była budowana u podstaw gór, w otoczeniu gęstej roślinności (co pozwalało wrogom na ukrycie się), Azuchi został zbudowany na otwartej przestrzeni, co dawało znacznie szersze możliwości dostrzeżenia zbliżającego się wroga.
Nobunaga pragnął mieć wokół zamku miasto (jōkamachi). Zbudował więc dla swoich dowódców obronne domy, dla zwykłych mieszkańców – domy nad jeziorem Biwa, a dla buddyjskiej sekty Jōdo-shū – świątynię o nazwie Jōgon-in. Miał jednak z początku problemy z przekonaniem ludzi do przeprowadzenia się do tych domów i w lecie 1577 r. wydał rozporządzenie gwarantujące mieszkańcom różne udogodnienia, w tym zwolnienie od podatków. Ponadto, zmuszało ono podróżujących drogą Nakasendō, aby zatrzymywali się w mieście na noc, co stworzyło gospodarzom możliwość zarobku. Szacuje się, że do 1582 r. miasto liczyło już około 5 tys. mieszkańców.
Nobunaga gościł w zamku wiele osobistości, jak Ieyasu Tokugawa i Nagahide Niwa, a w 1579 r. zorganizował debatę, która stała się znana jako „religijna debata w Azuchi” (安土宗論, Azuchi-shūron). Toczyła się ona pomiędzy przywódcami buddyjskich sekt: Nichirena i Jōdo-shū.
W lecie 1582 r., tuż po śmierci Nobunagi w świątyni Honnō-ji, zamek został zaatakowany przez siły Mitsuhide Akechiego, który zdradził Nobunagę. Zamek stanął w płomieniach, ale uważa się, iż pożar mógł wybuchnąć podczas jego grabieży ze strony mieszkańców lub jednego z synów Nobunagi. Mitsuhide Akechiemu nigdy nie udało się zająć zamku.
Okres Azuchi-Momoyama w historii Japonii, częściowo zawdzięcza swoją nazwę temu zamkowi. Do dzisiejszego dnia przetrwała jedynie jego kamienna podstawa. Jednakże reprodukcja zamku Azuchi, wykonana w oparciu o historyczne ilustracje i opisy, znajduje się w parku rozrywki o tematyce samurajskiej o nazwie Ise Sengoku Village, usytuowanym w pobliżu Ise. Ponadto, replikę górnej części donżonu w pełnej skali można podziwiać w Nobunaga no Yakata Museum, w pobliżu ruin zamku.